# Family Cash
Family Cash es una cadena de supermercados española con sede en Játiva (Valencia). Fundada en febrero de 2013, la empresa opera en varias regiones de España, incluyendo la Comunidad Valenciana, Galicia, Castilla-La Mancha, Madrid, Catalunya, la Región de Murcia, Extremadura y Andalucía. Family Cash se destaca por ser una empresa de carácter familiar desde su fundación en Játiva.

## Tiendas
Actualmente, Family Cash cuenta con 44 tiendas distribuidas por España y una tienda en San Julián de Loria, Andorra. A continuación se detalla la distribución de tiendas por comunidad autónoma y ubicación específica:
| Comunidad / Ciudad Autónoma | Número de Tiendas | Ubicaciones |
| --------------------------- | ----------------- | --- |
| Comunidad Valenciana        | 21                | Játiva (2013), Torrente (2015), Onteniente (2015), La Alquería (2015), Museros (2015), Gandía (2017), Alcira (2017), Vinaroz (2018), Alcoy (2018), Carcagente (2020), Burjasot (2020), Vall de Uxó (2020), Benicarló (2022), Castellón (2022), Puebla de Vallbona (2020), Sagunto (2023), Benidorm (2023), Valencia (2023), Petrer (2024) |
| Andalucía                   | 9                 | Montilla (2019), Morón de la Frontera (2019), Osuna (2019), Alcalá de Guadaira (2019), Utrera (2020), Lebrija (2020), San Juan de Aznalfarache (2021), Chiclana de la Frontera (2020) |
| Cataluña                    | 2                 | Tarragona (2025), Amposta |
| Murcia                      | 3                 | Molina de Segura (2019), Lorca (2020) Murcia (2025) |
| Castilla-La Mancha          | 6                 | Tomelloso (2020), Puertollano (2020), Albacete (2020), Azuqueca de Henares (2021), Guadalajara (2022), Toledo (2024) |
| Extremadura                 | 1                 | Almendralejo (2020) |
| Galicia                     | 2                 | Lugo (2022) |
| Madrid                      | 2                 | Alcalá de Henares (2022) |
| Navarra                     | 1                 | Viana (2021) |
| Melilla                     | 1                 | Melilla (2021) |
| Aragón                      | 1                 | Zaragoza (2021) |
| TOTAL                       | 44                | |

Posee varias tiendas que fueron comprada antiguos hipermercados Eroski “Eroski Center” que en la actualidad son Hipermercado de Family Cash: Alcalá de Guadaira, Chiclana de la Frontera, Lebrija, Montilla, Morón de la Frontera, Osuna, Utrera, Parque Imperial Zaragoza, Azuqueca de Henares, Guadalajara, Tomelloso, Melilla

## Patrocinio
Family Cash es el patrocinador principal del equipo de fútbol sala Family Cash Alzira FS.